# Porte de ville de Caylus
La porte de ville de Caylus, également appelée le portail obscur, est un édifice en pierre situé rue Droite sur la commune de Caylus (Tarn-et-Garonne), dans le département de Tarn-et-Garonne en France.

## Histoire
Cette porte ogivale constituait un élément de fortification du bourg.
La porte est inscrite à l'inventaire des monuments historiques par arrêté du 10 août 1927.

## Description
La porte est surmontée par une frise sculptée et ajourée.